# Bill Watterson
William Boyd Watterson II, mais conhecido como Bill Watterson, (Washington, 5 de julho de 1958) é o autor da tira de jornal Calvin e Hobbes.
Watterson nasceu em Washington DC, mas se mudou com sua família para Changrin Falls, em Ohio, com seis anos de idade. Ele se formou no Kenyon College em ciências políticas em 1980 e começou a trabalhar no Cincinnati Post como chargista, mas foi demitido em poucos meses. Calvin e Hobbes só foi publicado em 18 de novembro de 1985. Watterson se aposentou em 9 de novembro de 1995, se dedicando a pintura.

## Carreira
Em 1980 Watterson formou-se em Ciências Políticas no Kenyon College. Imediatamente, o jornal Cincinnati Post ofereceu-lhe um emprego como desenhista de charges políticas por um período de testes de seis meses. "Eu estava na cidade havia duas semanas, e o editor já insistia que boa parte do meu trabalho envolvesse eventos locais, em vez de nacionais", explicaria em 1987. A cidade também estava começando a perceber que tinha um talentoso cartunista em Jim Borgman, que desenhava para o concorrente, e a comparação me era desfavorável." Watterson passou a desenhar anúncios de mercados por quatro anos até criar Calvin e Hobbes.

### Calvin e Hobbes

Watterson acredita em seu trabalho pela realização pessoal que ele dá. Aos formandos de 1990 do Kenyon College, ele disse: "É surpreendente como trabalhamos duro quando o trabalho é feito apenas para nós mesmos." Calvin e Hobbes foi publicado pela primeira vez em 18 de novembro de 1985. No livro de comemoração do décimo aniversário da tira, Watterson escreveu que suas influências incluem Charles Schulz, por seu trabalho em Minduim, Walt Kelly, por sua tira Pogo, e George Herriman, por Krazy Kat — Watterson também escreveu a introdução do primeiro volume da compilação de pranchas dominicais de Krazy Kat. O estilo de Watterson também reflete a influência de Little Nemo in Slumberland, uma tira desenhada no começo do Século XX por Winsor McCay.
O gato de Watterson, Sprite, inspirou boa parte da personalidade e atributos físicos de Hobbes. Além disso, ele inseriu partes de sua própria vida nas tiras. Ele é um ciclista ávido, e esse tema é recorrente em Calvin e Hobbes. Já os discursos do pai de Calvin para tentar fazer o filho "construir caráter" vêm de seu próprio pai.
Watterson passou boa parte de sua carreira tentando mudar o clima das tiras de jornais. Ele acreditava que o valor artístico dos quadrinhos estava sendo prejudicado e que o espaço que eles ocupavam nos jornais estava diminuindo continuamente, sujeito a caprichos arbitrários de editores pouco arrojados. Ele não parou por aí, e disse que a arte não deve ser julgada pelo meio em que ele é criado (ou seja, não há arte "alta" ou "baixa", apenas arte).
O autor ainda lutou contra a pressão de editores para comercializar seu trabalho, algo que ele achava que iria "diminuir" sua tira. Ele recusava-se a comercializar suas criações, dizendo que colar imagens de Calvin e Hobbes em canecas, adesivos e camisetas à venda desvalorizaria os personagens e suas personalidades. Ele também recusou-se a permitir que fosse feita uma versão em desenho animado da tira. Watterson costumava criticar a decisão de Jim Davis de licenciar sua tira Garfield em tantos produtos, [carece de fontes?].
Watterson opôs-se à estrutura que os editores impunham em páginas dominicais: a tira padrão começa com um retângulo grande e comprido com o logotipo da tira ou um quadrinho que pode ser eliminado da área principal, para que jornais com problemas de espaço pudessem tirar a parte de cima se assim o desejassem; o restante da tira é apresentado como uma série de retângulos de diferentes larguras. Na opinião de Watterson, esse formato limitava as opções do cartunista. Depois de um ano sabático em 1991, ele ganhou uma exceção a essas restrições para Calvin e Hobbes, o que o permitiu desenhar as tiras de domingo como ele queria. Em muitas de suas páginas dominicais os quadrinhos sobrepõem-se ou contêm seus próprios quadrinho; em outras, a ação progride diagonalmente ao longo da tira.

### Pós-Calvin e Hobbes
A última tira de Calvin e Hobbes foi publicada em 31 de dezembro de 1995. Desde que se aposentou, Watterson tem se dedicado à pintura, geralmente desenhando paisagens de florestas com seu pai. Em 21 de dezembro de 1999 um pequeno artigo escrito por Watterson em ocasião do fim da tira Peanuts foi publicado pelo jornal Los Angeles Times. Ele tem se mantido longe das vistas do público e não deu nenhuma indicação de que pode vir a dar continuidade à tira, criar novos trabalhos baseados nos personagens ou mesmo dar início a novos projetos. Ele recusa-se a dar autógrafos ou a licenciar seus personagens, mantendo-se fiel aos princípios que sempre apregoou. Ele costumava autografar sorrateiramente cópias de seus livros na Fireside Bookshop, uma livraria familiar em Chagrin Falls, mas, ao descobrir que algumas pessoas estavam vendendo os livros autografados por altos preços em leilões on-line, ele parou de fazê-lo. Por questões de privacidade, ele raramente dá entrevistas ou faz aparições públicas.
Em 2005 Watterson e sua esposa, Melissa, mudaram-se de Chagrin Falls para Cleveland. No mesmo ano o autor respondeu quinze perguntas formuladas por leitores no site da editora que publica livros com suas tiras. Mais recentemente, ele escreveu uma crítica do livro Schulz and Peanuts, uma biografia de Charles Schultz, para o The Wall Street Journal em 12 de outubro de 2007 e no ano seguinte escreveu o prefácio do primeiro livro contendo as tiras Cul de Sac, de Richard Thompson.
Em 26 de fevereiro de 2014, Watterson publicou seu primeiro cartoon desde o final de Calvin e Hobbes: um cartaz para o documentário Stripped.
Em junho de 2014, três tiras do quadrinho Pearls Before Swine (publicadas nos dias 4, 5 e 6) apresentaram ilustrações feitas por Watterson, após o cartunista Stephan Pastis ter se comunicado com ele via e-mail. Pastis comparou a inesperada colaboração a "vislumbrar o Pé-grande." "Eu pensei que talvez Stephan e eu pudéssemos fazer essa colaboração boba e usar o resultado para arrecadar fundos para pesquisa do mal de Parkinson, em homenagem a Richard Thompson. Pareceu-me uma combinação perfeita", disse Watterson ao jornal The Washington Post.
Em 5 de novembro de 2014, foi apresentado um pôster desenhado por Watterson para o Festival de Quadrinhos de Angoulême de 2015, onde recebeu o Grande Prix em 2014.

## Exposições
Em 2001, a Billy Ireland Cartoon Library & Museum da Universidade Estadual de Ohio montou uma exposição das pranchas dominicais de Watterson. Watterson escolheu trinta e seis dos seus favoritos, exibindo-os com o desenho original e o produto acabado colorido, com a maioria das peças trazendo anotações pessoais. Watterson também escreveu um ensaio de acompanhamento que serviu de prefácio para a exposição, chamado "Calvin and Hobbes: Sunday Pages 1985-1995". A exposição foi aberta em 10 de setembro de 2001 e encerrada em janeiro de 2002. O catálogo publicado que acompanhava a exposição tinha o mesmo título.
De 22 de março a 3 de agosto de 2014, Watterson exibiu novamente na Billy Ireland Cartoon Library & Museum. Em conjunto com esta exposição, Watterson também participou de uma entrevista à escola. Um catálogo de exposições chamado Exploring Calvin e Hobbes foi lançado com a exposição. O livro continha uma longa entrevista com Bill Watterson, conduzida por Jenny Robb, curadora do museu.